# 秘書
秘書（ひしょ）とは、上司の身の回りの世話、メールや電話の応対、来客の接遇、スケジュール管理、書類・原稿作成などの仕事を請け負う職務、職業。またそれを行う人。
日本では、アシスタントと英訳されるのが適当である場合が多い。セクレタリー（Secretary）も秘書と和訳されているが、これは取締役クラスを意味するため、事務局長など実体に合わせ和訳に注意が必要である。

## 歴史
「秘書」という単語は、中国から古くに現れており、例えば三国時代の蜀には「秘書令」、魏には「秘書監」という役職があり、九品官人法において従三品に位置した。蜀では郤正が、時代が下って唐では晁衡（阿倍仲麻呂）などが任命されている。
現代における「秘書」の直接の成り立ちは、欧米語とくに英語の Secretary である。これはもともとラテン語の secernere（分別する・区別する）から派生した語であり、これが分別されるもの、特別に機密扱いされるものという意味に変わり、これから中世に王侯貴族、大富豪、大僧侶の連絡文書などの機密を扱う書記を「秘書」と呼ぶようになった。このため、「秘書」という職種は近代までは権力者の側近書記という意味があり、一般の事務員（Clerk）あるいは書記（Scrivener）とは区別される存在であった。現在、政府の省庁の長が書記長（Secretary）と呼ばれるのも、元々は王国の執政府が国王の所帯の延長であり、国王の補佐官である Secretary が「大臣」と同義であったからである。またこのため、欧米語で Secretary と名のつく政府高官の職位は大統領の業務に従属する地位であることが示唆される。
同様の事情は、ヨーロッパのみならず、世界各地に見られた。日本の朝廷においても蔵人、武家社会においては右筆などが、側近にありつつ、文書の管理を行うという職務に基づく特別の地位を占めた。
中世ヨーロッパにおいて、権力者の文書のやり取りは複数の言語および共通語が使われた（例：国際外交はフランス語、カトリックにおいてはラテン語、など）。執政者が領地の言語を理解していない場合があるほか、法令や契約文書等においてはローマ法等の教養が求められるなど、これらの権力者の書記である秘書は相当の教養が要求された。
ところが近代において大企業が発達すると、事務処理の標準化がおこり中間管理職（Manager）が多数出現するとともに、これらの下位の管理職の書記も「秘書」と呼ばれるようになる。この段階において「機密文書」を扱う特別な書記という限定が失われる。その後、1880年代のタイプライターの発明により、書類生産の作業が単純労働化される。つまり上司が口頭で出す指示を速記で書きとめ、これをタイプライターで活字化したあとこれに上司が目を通してサインするという手順が確立する。さらにはテレックスの発明により膨大な文書が活字で瞬時に伝達される段階になると、組織の巨大化および書類の量産が相乗効果で促進され、この過程で文書処理が標準化される。これを反映してまた文章力、タイプライターの早打ちや速記などの（単純）技能的側面が強調されるようになり、以前の「権力者の書記」という意味からさらにかけ離れていくようになる。
政府や企業などの機構が組織的に肥大するとともに、増加する中間管理職をサポートする職種として専属的に女性が「秘書」として多量に雇われるようになり、第二次大戦後は一般的に「秘書」といえば管理職の（女性）アシスタントという意味で世界的に認識されるようになる。またこれらの中間管理職のアシスタントを「秘書」と名づけたのは原意の威光をかりた職種のはく付けのような意味があった一方で、管理職への出世が女性に閉ざされていた時代では「秘書」への就職は「出世」と理解されていた。
日本においては「秘書」という職種が近代企業機構と一緒に欧米から輸入されたため、元々の秘書の意味と近代の秘書の意味を翻訳において分離する必要が生じた。このため Secretary Of Defence は国防長官、Secretary-General of the United Nations は国連事務総長、General Secretary of the Communist Party of the Soviet Union はソ連共産党書記長、その他のSecretary は秘書官、書記長、事務長官などと訳し分けられている。なお、日本の内閣官房長官の公式な英訳名は、Chief Cabinet Secretary である。一方で政治家および企業役員の秘書においてのみ原意での秘書が健在である。
さらに現代においては、電気・電算および通信技術の革新、特にワープロに代表される文書生産ソフトや他の業務用のソフトウェア、テレックス、ファックス、インターネットメールなどの出現によって、速筆やタイピングなどの技能の重要性が著しく低下しており、下位の管理職に従属する秘書の必要性が消滅してきている反面、以前のように政治家や企業役員の書類面その他の事務の補佐を行うという意味での書記が「Executive Assistant」などと名称を変えて復活してきている。

## 業務
秘書の仕事は、コピー取り等の簡単な事務補助を行うものから、議員の名代として政策立案や資金集めを行うような業務まで幅広い。業務への関わり方によって以下のように大まかに分けられるが、当てはまらない場合も少なくない。
書記長型
特定の機構の（書類面）での最高責任者として活躍する役職。President（英語では大統領や社長などの）の補佐官であるとの意味があるが、組織の構造あるいは規約によっては国政（例、ソ連）あるいは組織（例、国連）の長となる。また委員会での書記長も英語ではSecretaryと記述される。
書記士型
総務の専門職である。勅許書記士 (Chartered Secretary) は、専門職の中でも独特な幅広い技能を基盤とする高位の専門職である。会社法等の法人関係法令、財務、企業統治、会社の書記役 (company secretary) の職務や経営を熟知しており、事業経営、企業統治や法令遵守に関する中立的な助言を行う。法人の内部においては、法人の登記の管理や、社員総会又は株主総会や理事会又は取締役会の運営、決議及び合意文書や議事録の管理、法人の文書や書類の管理など、法人の総務の運営に携わる。普通の会議の運営も受け持つ為、旅費の調整などその職務の範囲は広い。イギリスの株式会社などでは、法務部が弁護士、財務部が会計士、総務が書記士によって運営される。
直接補佐型
担当する上司および組織の本来の業務を直接補佐し、企画・立案、調査、交渉などの業務を行う。議員秘書、社長室長のような存在がこれにあたる。
間接補佐型
担当する上司の本来の業務には直接関わらず、文書作成やスケジュール管理等の上司でなくてもできる仕事を行う。最近では、ワープロの普及と共に、文書作成の技能の専門性が消失した。
位置付けとしては、政府の省や庁の長として特定の組織の（書記）長である場合や、英国の会社や米国の法人の書記役 (secretary) である場合、勅許書記士 (Chartered Secretary) のように法人総務の専門職である場合などから、特定の上司に専属で付く個人秘書、秘書課に属しチームで上司を補佐する秘書、ラインの中で本来業務と共に秘書業務も行う兼務秘書、チーム・プロジェクト・研究室・部課全体に付くグループ秘書といった形態がある。
日本の労働基準法においては、「機密の事務を取り扱う者」には同法に定める労働時間規制が適用されないとされ（労働基準法第41条2号）、この「機密の事務を取り扱う者」に該当する者として秘書が例示されている（昭和22年9月13日発基17号）。もっとも職制上「秘書」とされている者全員がこれに該当するわけでなく、職務が管理監督者の活動と一体不可分であり、厳格な労働時間管理になじまない者についてのみ該当する。したがって、単に補助的業務のみに従事している秘書はこれに該当しない。

## 日本における秘書の種類
役員秘書
企業・団体等の経営者や役員を補佐する個人秘書、あるいは部や課を担当するグループ秘書。一般的に秘書というとこの役員秘書を指す。専門職採用で秘書業務以外の業務は行わない専従型と、入社後に秘書として配属される場合がある。派遣社員の場合も多い。秘書課あるいは秘書室に所属し担当の役員を受け持つ場合と、部や課に所属するライン秘書の場合がある。担当役員の身の回りの世話、来客の接遇、スケジュールやメールの管理、会議や出張の準備、文書作成、慶弔、パーティーの準備や出席といった業務を行う。高齢の経営者や重労働の経営者が多いため、健康管理も重要である。秘書課では、会社の広報や株主総会の準備も担当する。
学者秘書
大学教授や研究機関の研究者を補佐する秘書。個人秘書の場合と研究室付秘書の場合がある。通常、研究費で雇用され、研究者の身の回りの世話、事務系の雑務、研究資金公募書類の準備等を行う。職務内容は雇われる研究者・研究室によってかなりの差があり、実験の助手、実験データの整理、学会での講演資料の作成といった研究補助業務も行う場合から、書類整理、電話対応などの簡単な事務補佐である場合もあり、その業務内容は雇用主が何を求めているかに左右される。研究室付の場合、研究者や学生の相談相手や研究室の宴会の段取りをする場合もある。海外の大学からのビジターに対応したり、英語による学会発表の準備をするための英語力は、あれば重宝されるが、雇用主が秘書にどんな業務を求めているかによるところが大きい。
芸術家、建築家等の秘書
芸術家、建築家等の専門的職業を補佐する秘書。このような専門的職業は個人経営であるため、事務的あるいは専門的補佐に加えて、経理やプロモーションといった経営的側面も担う。
医療秘書
病院長、医局、看護部長等を補佐する秘書。医師の診療スケジュールの管理、出張・会議・学会等の準備に加え、診療報酬明細書作成、受付、会計といった医療事務を行う場合もある。医療秘書技能検定がある。
弁護士秘書
法律事務所において弁護士の職務を補佐し、内部的または対外的な事務の処理を行う。大規模な事務所においては、法律に関する事務（判例調査、契約書作成、債権調査など）を行うパラリーガルとは完全に区別される。この区別がされない場合には、「事務員」と呼ぶのが一般的である。
プロジェクト秘書
特定のプロジェクトの秘書。プロジェクトリーダーを補佐し、事務局としての役割を果たす。
議員秘書
国会議員の補佐をするスタッフの総称。議員秘書には私設秘書、公設秘書、政策秘書の三種類ある。公設秘書2名と政策秘書1名までが公費により任用される（国会法第132条）。これ以外の、議員の私費により雇用される秘書は、私設秘書と呼ばれる。
2名の公設秘書には任用資格について制限はないが、政策秘書は国会議員の政策担当秘書資格試験等実施規程第30条により「資格試験合格者登録簿または審査認定者登録簿に登録された者の中から採用」するものとされている。政策担当秘書は、国会改革の一環として政策立案・立法調査機能を高めるために平成5年（1993年）創設されたが、十分に機能しているとは言い難く秘書給与詐欺・流用事件の温床ともなっている。

政府高官の秘書
内閣総理大臣及び国務大臣等には、秘書官といわれる特別職国家公務員がつく。
地方公共団体の役員の秘書
地方公共団体の長や議会の議長、その他地方公共団体の機関の長には条例で特別職の秘書をつけることができる（特別秘書）。

## セクレタリとしての秘書
外資系企業では秘書はセクレタリと呼ばれる。セクレタリには役員を担当するエグゼクティブセクレタリ、部課長クラスを担当するシニアセクレタリ、前記セクレタリを補佐するジュニアセクレタリがある。ただしこれは日本語の秘書をたんに英語に戻しただけで、その職務になんら違いがあるわけではない。
いっぽうで英語でセクレタリ(secretary)とは、日本語の書記を意味する。よって事務を統括するという意味で単なる仕事場の書記（秘書）のほかに、閣僚、事務局員などの書記官を指したり、法人の書記役 (secretary) であったり、勅許書記士 (Chartered Secretary) 等の法人総務の専門職であったりなどその意味の幅は広い。また、日本の団体の役員と同様に、委員会等においては会長（Chairperson）や会計（Treasury）などと並んで、書記（Secretary）が選ばれる。さらに米国などの外国では各省の長官を指す場合に「書記長」（secretary）を用いる。これは行政における各省の長を表すからで、国務長官は the Secretary of State、国防長官はthe Secretary of Defenseである。英国では大臣としてsecretaryとministerの両方を用いる。これを行政事務の長を意味する。国際連合事務総長は Secretary-Generalである。
セクレタリ(secretary)による組織は、セクレタリアート（Secretariat）と呼ばれるが、国際機関の場合「事務局」、大使館・政党などにおいては「書記局」と訳される、一方、日本の官庁の「官房」の定訳もSecretariatである。

## 秘書業務

### 総務（基本業務）
秘書業務の基礎的原則としては補佐としての役割を果たすことである。秘書の基本的な職務として上司の職権を侵害しない範囲内で職務に専念できるように細部に渡って配慮し、また秘密の保全、周囲との連携の強化、職場環境の改善などが含まれる。秘書業務はその処理の際に必要となる判断から定型業務と非定型業務に大別される。定型業務には複写、清書、清掃などの業務があり、非定型業務には企画業務や管理業務などが含まれる。実際の秘書業務においてはこれら仕事の重要性から弾力的に処理順序を組み替える判断力が必要である。また上司の行動予定を把握してその行動に必要な調整や確認などを行い、突発的な予定の変更にも対処する。

### 文章業務
組織の情報は一般に文章を媒体としており、秘書業務だけでなく幅広い業務で使用されている。文章はメモ、報告書、回覧、通達などを含む概念であるが、ここでは組織内部または組織間において使用される形式化された文章を指している。文章は通常、文章作成基準にしたがって作成されるものであり、情報伝達、意思決定などの明確な目的を持っており、しかもその書き方が標準化されており、その控えが残されているものである。内容の正確性や表現の適切性、作成の所要時間が短時間であり、様式や用紙が統一化されていれば便利である。
近年のIT技術の進歩によって単純な文書業務は低下する傾向にある一方で、株主総会の運営および企業統治の明確化、適正化が重要性を増しているために、会社運営に関わる法律や組織の内規や事務作業を熟知し、その運営の効率化、適格化を図るというより高度の管理能力が求められるようになってきている。

### 情報業務
組織体において所要の情報を適時に取得できるように平時から情報を整理してその所在を明確化するための業務は情報管理などと呼ばれるが、秘書業務においては秘書本来の業務に必要な情報管理、上司に代行して実施する情報管理、部門管理のための情報管理に大別される。秘書が行う情報業務は各種情報の調査、取得、分類、整理、蓄積、保存、廃棄などの一連の処理を含むものであり、情報業務用の機器や備品の管理まで含まれる。また機密保持は秘書の業務における絶対要項である。

### 接遇業務
接遇業務は来客の用件を把握した上でその目的を達成するための環境を準備することである。しかし、これが学会や会議や会合などの運営や大企業における重役の旅行の手続きなど、組織運営における総務の重要業務のひとつである。秘書業務では上司への問い合わせや来訪に適当な対処をすることも求められる。接遇の原則としては客に対しては友好的、親善的な態度で応答し、また作法やマナーを遵守した諸動作を心がけ、なおかつ迅速かつ正確な判断によって客の用件を達成することを支援することにある。接遇業務においては礼式の要領や敬語の使用が不可欠であり、簡潔かつ明快な言葉で応答する。この接遇業務は電話対応と来客対応が含まれている。

## 秘書の資質
秘書に必要な技能的能力として以下が望まれる。
- 書類を処理する能力に優れること。
- 組織および上司の仕事の熟知あるいは、書類作成における組織および法的規約に精通している。
- 機密が保てること。

「秘書の資質」として以下が望まれる。
- 状況に応じて必要なことを行う的確な判断力、大事なスケジュールや人の名前を覚える記憶力、多くの仕事を要領よくこなす行動力、次の仕事を先回りして行う洞察力。
- 上司の人間関係をよりよいものに保つ対人関係能力。
- 上司のよき理解者であること。上司に信頼されること。
- 自分の考えに固執せず、上司の考えに従うこと。
- みだりに代議士の愚挙（例えば、私的旅行への随行や無尽への出席）に迎合しないこと。
- 人の世話やサポートが好きなこと。
- 明るく清潔感があり、印象がよいこと。

## 秘書教育
秘書教育は全国の短大や専門学校の秘書科及び医療秘書科、大学等で行われているほか、秘書検定という能力証明のための資格があり、そのための書籍を利用した独学も一般的である。秘書検定で学ぶ内容は秘書志望者だけではなく一般事務職にも共通して役に立つ内容であるため、秘書検定2級、3級では学生の受験者の方が多い。日本秘書教育学会では研究大会を開催しているほか、秘書教育研究誌を発行している。

## 資格
秘書として仕事を行う際に、資格や免許は不要である。経験不問の求人も多い。
ただしイギリスなどでは公開会社 (public company) の書記役 (company secretary) に選任されうる資格の一つに、勅許書記士管理士協会 (the Institute of Chartered Secretaries and Administrators) の会員資格がある。
秘書の能力向上と専門性確立のため、以下が行われている。
- 財団法人実務技能検定協会 秘書技能検定（秘書検定、3級～準1級、1級。試験は年3回、全国都道府県で実施。3級、2級はペーパーテスト、準1級と1級はペーパーテストと実技試験。合格ラインは理論領域と実技領域の両方が60％以上。）
- 社団法人日本秘書協会 CBS（国際秘書）検定 （準CBS認定、CBS認定。ペーパーテストと日英語による面接）
- 米国IAAP公認 米国秘書検定 (CPS)
- 医療秘書教育全国協議会 医療秘書技能検定

## 著名な秘書

### 内閣総理大臣の秘書
- 早坂茂三（田中角栄秘書）
- 佐藤昭子（田中角栄秘書。田中角栄の金庫番を務める。越山会の女王ともよばれた。田中角栄との間に一子を持つ）
- 青木幹雄（竹下登秘書）
- 青木伊平（竹下登秘書。リクルート事件時に自殺）
- 古川俊隆（小渕恵三秘書）

### その他政治家秘書
- 高橋嘉信（小沢一郎秘書 「小沢の影に高橋あり」・「選挙の達人」・「自由党の軍師」と呼ばれ、漫画『票田のトラクター』の主人公のモデルにもなった）
- 鈴木宗男（中川一郎秘書）
- 兵本達吉（橋本敦秘書）
- 篠原常一郎（筆坂秀世秘書）
- 海江田万里（野末陳平秘書）
- 石川大我（福島瑞穂秘書）

### その他の秘書
- 岡本敏子 （芸術家岡本太郎の秘書であったが養女となり実質的な妻として太郎を支えた。太郎の死後、岡本太郎美術館館長として太郎の業績を紹介し、岡本太郎ブームをもたらした）
- 原田稔（創価学会第3代会長・池田大作の秘書。2006年から創価学会第6代会長。）
- 田中正明（松井石根秘書）
- 森成利（安土桃山時代の人物で織田信長小姓）

## その他
- アメリカでは1952年に秘書協会(IAAP)が2000年まで4月の第4週を秘書週間と定め、その週の水曜日を「Secretaries Day」秘書の日とした。しかしそれ以降は「Administrative Professionals Day」・「総務専門家の日」に改名されている。また日本語では秘書協会と訳されているが、実際は総務専門家協会となっている。本記事でのべた秘書の役割の時代による移行を反映しての改名である。
- 日本の公職選挙法の連座制適応における秘書は「公職の候補者等に使用される者で当該公職の候補者等の政治活動を補佐するもの」と定義し、「公職の候補者等の秘書という名称を使用する者」だけでなく「秘書に類似する名称を使用する者について、当該公職の候補者等がこれらの名称の使用を承諾し又は容認している場合には、当該名称を使用する者」も対象としている。1997年11月17日の最高裁判決は「秘書に該当するというためには、単に当該候補者等の政治活動を補佐するというだけでは足り、その重要部分を補佐しており、かつ、右補佐の対象が選挙運動とは区別される政治活動であることを要すると限定解釈するべきではない」としている。
- 日本の公職にある者等のあっせん行為による利得等の処罰に関する法律における国会議員私設秘書は「衆議院議員又は参議院議員に使用される者で当該衆議院議員又は当該参議院議員の政治活動を補佐するもの」と定義している。
- ヘビクイワシはSecretarybirdとも呼ばれるが、「書記官鳥」と和訳されることが多い。